# Bachorza (Ryn)
Bachorza (deutsch Wiesenthal) ist eine Siedlung (polnisch osada) in der polnischen Woiwodschaft Ermland-Masuren, die zur Stadt- und Landgemeinde Ryn (Rhein) im Powiat Giżycki (Kreis Lötzen) gehört.

## Geographische Lage
Bachorza liegt in der östlichen Mitte der Woiwodschaft Ermland-Masuren, 15 Kilometer südwestlich der Kreisstadt Giżycko (Lötzen) und drei Kilometer nordöstlich der Stadt Ryn (Rhein).

## Geschichte
Das bis zum 27. April 1875 Abbau Rastell genannte Gut war vor 1945 ein Wohnplatz in der Gemeinde Trossen (polnisch Tros). Sie war Teil des Amtsbezirks Orlen (polnisch Orło), der – 1938 in „Amtsbezirk Arlen“ umbenannt – bis 1945 zum Kreis Lötzen im Regierungsbezirk Gumbinnen (1905–1945 Regierungsbezirk Allenstein) der preußischen Provinz Ostpreußen gehörte.
Zwischen 1874 und 1913 war Wiesenthal in das Standesamt Orlen einbezogen, danach bis 1945 in das Standesamt der Stadt Rhein (Ryn). 58 Einwohner zählte Wiesenthal im Jahre 1905.
Im Jahre 1945 wurde Wiesenthal in Kriegsfolge mit dem gesamten südlichen Ostpreußen nach Polen überstellt, wo es eine eigenständige Siedlung mit der Ortsbezeichnung „Bachorza“ wurde. Die kleine Siedlung ist heute ein Teil des Schulzenamtes (polnisch sołectwo) Tros (Trossen) und eine Ortschaft im Verbund der Stadt- und Landgemeinde Ryn (Rhein) im Powiat Giżycki (Kreis Lötzen), vor 1998 der Woiwodschaft Suwałki, seither der Woiwodschaft Ermland-Masuren zugeordnet.

## Religionen
Bis 1945 war Wiesenthal in die Evangelische Pfarrkirche Rhein in der Kirchenprovinz Ostpreußen der Evangelischen Kirche der Altpreußischen Union und in die Katholische Pfarrkirche St. Bruno Lötzen im Bistum Ermland eingepfarrt.
Heute gehört Bachorza zur Evangelischen Pfarrkirche in Ryn in der Diözese Masuren der Evangelisch-Augsburgischen Kirche in Polen sowie zur katholischen Pfarrkirche Unbefleckte Empfängnis Mariä in Ryn innerhalb des Bistums Ełk (Lyck) der Römisch-katholischen Kirche in Polen.

## Verkehr
Bachorza liegt an der bedeutenden polnischen Landesstraße 59, der einstigen deutschen Reichsstraße 140, die die Kreise Giżycko (Lötzen), Mrągowo (Sensburg) und Szczytno (Ortelsburg) verbindet. Eine Bahnanbindung besteht seit 1971 nicht mehr, seit die Bahnstrecke Reimsdorf–Rhein der früheren Rastenburger Kleinbahnen mit der Bahnstation Waldhof (Canki) außer Betrieb genommen wurde.